# Future Nostalgia
Future Nostalgia è il secondo album in studio della cantante britannica Dua Lipa, pubblicato il 27 marzo 2020 dalla Warner Records.
Dua Lipa si è avvalsa della collaborazione di produttori e musicisti del calibro di Jeff Bhasker, Stuart Price, Tove Lo e Julia Michaels per realizzare un progetto disco e dance pop che traesse ispirazione dalla musica che la cantante era solita ascoltare durante l'adolescenza. L'album è stato trainato da sei singoli inclusi nell'edizione standard, tra cui le hit mondiali Don't Start Now, Physical, Break My Heart e Levitating, e altri due estratti dalle ristampe. Un album di remix, Club Future Nostalgia, è stato pubblicato nell'estate 2020. Per promuovere il disco, la cantante è stata protagonista di diverse apparizioni televisive e ha sostenuto un tour mondiale nelle arene e negli stadi nel corso del 2022, il Future Nostalgia Tour.
Al momento della sua pubblicazione, avvenuta a poche settimane di distanza dallo scoppio della pandemia di COVID-19, Future Nostalgia è stato apprezzato dalla critica specializzata che ne ha lodato la produzione, la coesione stilistica e l'evoluzione artistica della cantante. A livello commerciale, il disco ha raggiunto la prima posizione in quindici classifiche nazionali e la top ten in trentun paesi. Nel Regno Unito l'album è rimasto al vertice della Official Albums Chart per quattro settimane non consecutive e ha ottenuto una candidatura al prestigioso Mercury Prize, oltre ad essere stato premiato come album dell'anno ai BRIT Awards 2021. Future Nostalgia ha anche vinto un Grammy Award come miglior album pop vocale.

## Antefatti e produzione
(Dua Lipa durante un'intervista)
Dopo l'uscita nell'ottobre 2018 della ristampa deluxe del suo album d'esordio, intitolata Dua Lipa: Complete Edition, il 24 gennaio 2019 Lipa ha pubblicato un nuovo singolo intitolato Swan Song, facente parte della colonna sonora del film Alita - Angelo della battaglia, dichiarando nello stesso mese di avere terminato la stesura dei testi per il suo nuovo progetto discografico. Parlando del sound dell'album, la cantante ha affermato che sarebbe stato un disco pop dall'aspetto «nostalgico» che però «include elementi dance». La cantante ha tratto ispirazione da diversi artisti per la produzione dell'album, come Gwen Stefani, Madonna, Moloko, Blondie e OutKast.
La data di pubblicazione di Future Nostalgia era inizialmente prevista per il 3 aprile 2020; tuttavia, in seguito al leak del disco per intero su Internet, il precedente 23 marzo la cantante ha annunciato di avere anticipato di una settimana la sua uscita «per portare felicità alle persone» nel mezzo della pandemia di COVID-19.
Dua Lipa ha iniziato a registrare un nuovo album nel gennaio 2018, dopo la conclusione della prima leg del suo tour omonimo. Inizialmente si doveva intitolare Glass House. Il titolo è stato modificato a quello attuale durante il periodo degli American Music Awards 2018. Levitating è stata la prima traccia, tra quelle presenti nella lista tracce finale, ad essere registrata.

## Descrizione

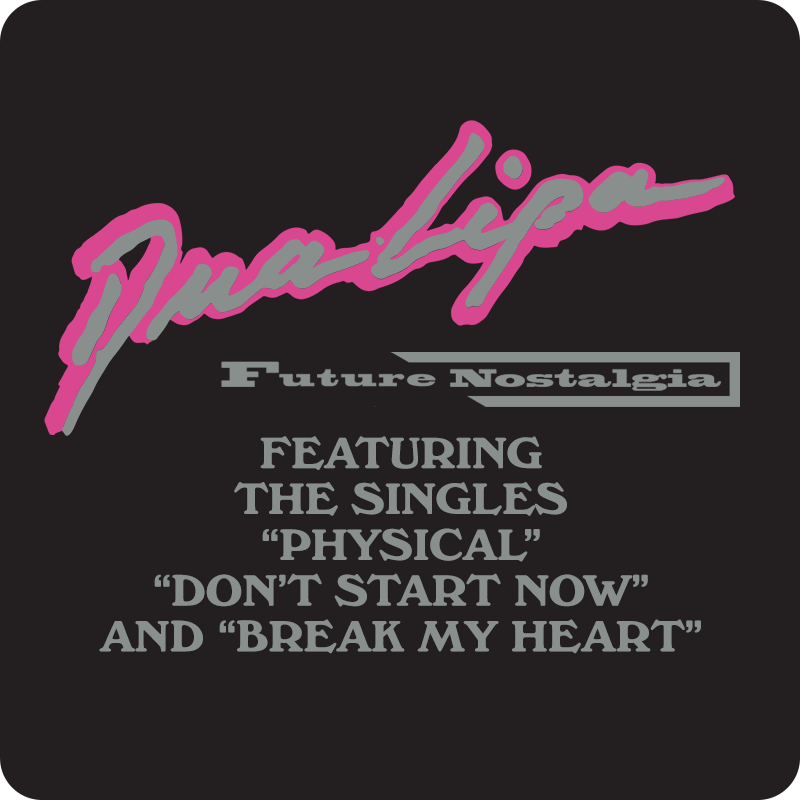
Sticker ufficiale di Future Nostalgia presente sulla versione fisica giapponese del disco

Future Nostalgia è un album di musica disco, pop, electro e dance pop con influenze funk, house, synth pop e R&B. I suoi testi trattano l'andare avanti dopo una rottura, l'empowerment, l'uguaglianza sociale e l'emancipazione.
L'album si apre con la traccia eponima, una canzone pop ed electro con influenze disco e funk descritta come «giocosa e divertente». Il suo testo parla di empowerment femminile, e il modo di cantare «parlato» di Dua Lipa è stato paragonato alla tecnica di Kesha. La traccia successiva è il singolo apripista Don't Start Now, una miscela di più generi fra cui disco, nu-disco, pop, dance ed eurodance in cui la cantante si rivolge ad un ex fidanzato dopo una relazione ormai conclusa. Cool è una gioiosa ballata synth pop in cui Dua Lipa è alle prese con una storia d'amore bollente. Physical interpola parte del testo dell'omonima canzone di Olivia Newton-John e fonde molti sottogeneri del pop tra cui synth pop, power pop, futurepop e pop rock. Nel testo la cantante parla di come si sente felice con il suo nuovo amante. Levitating è una traccia disco che è stata paragonata ai lavori delle Spice Girls nella quale Dua Lipa canta di un amore «scritto nelle stelle».
La sesta traccia, Pretty Please, contiene elementi di disco degli anni Settanta e Novanta, e di dance pop di inizio anni 2000. Hallucinate, che è stata paragonata ai lavori di Kylie Minogue e Lady Gaga, è un brano beach pop, dance pop e house. Il disco continua con Love Again, contenente un campionamento del brano My Woman del musicista Al Bowlly, che prende forma nell'elettro swing, nel dance pop e nella disco. Break My Heart riprende la melodia della canzone Need You Tonight degli INXS e parla delle scelte amorose della cantante e della sua impossibilità di resistere alla tentazione di cercare l'amore. È un brano dance pop e disco pop con uno stile «retro-futuristico». Il testo di Good in Bed è stato paragonato a quelli di Lily Allen, mentre la base strumentale è stata messa a fianco a quelle di Lizzo, grazie al suo ritmo funk. Nella ballata pop barocca Boys Will Be Boys, che chiude il disco, Dua Lipa affronta i temi di «molestie sessuali e doppi standard», e parla su «cosa significa essere una donna».

## Promozione
Il 2 dicembre 2019 Dua Lipa ha annunciato il Future Nostalgia Tour a supporto dell'album. Il tour, il cui inizio era in un primo momento previsto il 26 aprile 2020, ha subito molteplici rinvii a causa della pandemia di COVID-19 fino agli inizi del 2022. L'inizio è avvenuto il 9 febbraio 2022 a Miami, negli Stati Uniti d'America, per poi estendersi nelle arene di tutta Europa, con tre date in Italia, nel corso della primavera dello stesso anno; il tour si è dunque spostato in Sud America e in Oceania in autunno, prima di concludersi con un concerto gratuito in Albania in occasione tenuto il giorno dell'indipendenza albanese al cospetto di 200 000 presenti, per un totale di 82 concerti.
Nell'ambito della promozione del nuovo album, la cantante ha preso parte al Sydney Gay and Lesbian Mardi Gras il 29 febbraio, e sarebbe stata prevista la sua partecipazione al Festival di Glastonbury il 26 giugno e allo Sziget Festival il 5 agosto, ma entrambi gli eventi sono stati cancellati sempre a causa della pandemia di COVID-19. Durante il periodo di isolamento, in diretta streaming dalla propria abitazione, Dua Lipa ha preso parte a diversi eventi televisivi, tra cui i talk show statunitensi The Late Late Show with James Corden e The Tonight Show Starring Jimmy Fallon tra i mesi di marzo e aprile. È stata anche scelta da Amazon Music UK come artista principale per un evento in livestream avvenuto il 30 marzo. Inoltre, a causa della posticipazione del tour, la cantante ha tenuto un concerto in diretta streaming, lo Studio 2054, nel novembre 2020.

## Singoli
Don't Start Now è stato pubblicato come singolo apripista dell'album il 1º novembre 2019. Il brano ha registrato un notevole successo dal punto di vista commerciale, spingendosi fino alla 2ª posizione sia della classifica britannica che della Billboard Hot 100 statunitense. In quest'ultimo caso risulta il essere il primo brano in assoluto a classificarsi top three per la cantante. È stato presentato dal vivo per la prima volta il giorno della sua pubblicazione come singolo, durante l'apparizione di Lipa al Graham Norton Show nel Regno Unito.
La traccia omonima è stata pubblicata il 13 dicembre 2019 come primo ed unico singolo promozionale. Per il brano è stato realizzato esclusivamente un lyric video.
Physical è stato pubblicato come secondo singolo il 31 gennaio 2020. Il singolo ha raggiunto la 3ª posizione della classifica britannica; negli Stati Uniti, pur non essendo stato scelto come singolo radiofonico, è diventato il nono brano della cantante ad entrare in classifica, posizionandosi 60º. Per il singolo, oltre al videoclip ufficiale girato a Barcellona, è stato pubblicato un video a tema workout accolto positivamente dalla critica.
Break My Heart è stato estratto come terzo singolo a livello mondiale e secondo negli Stati Uniti il 25 marzo 2020, due giorni prima della pubblicazione dell'album, insieme al relativo videoclip musicale. Il brano ha esordito direttamente alla 21ª posizione della classifica statunitense, rappresentando il debutto più alto in assoluto per la cantante nella Hot 100. Ha successivamente raggiunto la 13ª posizione negli Stati Uniti e la sesta nella Official Singles Chart britannica.
Il 17 luglio 2020 Hallucinate è stato presentato come quarto singolo estratto. Una settimana prima era stata resa disponibile anche la sua clip, la cui lavorazione è avvenuta a distanza a causa della quarantena dovuta alla pandemia di COVID-19 e filmata interamente in animazione.
Levitating, il quinto estratto, è stato mandato in rotazione radiofonica in Italia a partire dal 13 agosto 2020 insieme al remix curato da The Blessed Madonna e in collaborazione con Madonna e Missy Elliott, che è stato a sua volta utilizzato come primo estratto dall'album di remix Club Future Nostalgia. Un secondo remix del brano, realizzato con la partecipazione del rapper statunitense DaBaby, è stato distribuito globalmente il 2 ottobre successivo insieme al rispettivo videoclip musicale.
Il sesto singolo estratto compare nella ristampa, Fever, in collaborazione con la cantante belga Angèle e pubblicato il 30 ottobre 2020.
Nel febbraio 2021 è uscito We're Good, in concomitanza con l'uscita della versione deluxe dell'LP, Future Nostalgia: The Moonlight Edition; si tratta del settimo singolo estratto dal progetto e il primo e unico singolo estratto dalla sopraccitata edizione.
Infine, a oltre un anno dall'uscita del disco, è stato pubblicato l'ottavo singolo estratto, Love Again, lanciato per le stazioni radiofoniche durante l'estate 2021.

## Accoglienza
| Recensione           | Giudizio |
| -------------------- | -------- |
| AllMusic             |          |
| Clash                | 9/10     |
| DIY                  |          |
| Entertainment Weekly | A–       |
| Exclaim!             | 8/10     |
| musicOMH             |          |
| NME                  |          |
| Pitchfork            | 7,5/10   |
| PopMatters           | 8/10     |
| Rolling Stone        |          |
| Slant Magazine       |          |
| The Daily Telegraph  |          |
| The Guardian         |          |
| The Independent      |          |
| The Line of Best Fit | 9/10     |

Future Nostalgia ha ricevuto ampi consensi dalla critica musicale. Su Metacritic, Future Nostalgia che assegna un punteggio normalizzato su 100 tramite i giudizi formulati da critici influenti, l'album detiene una valutazione di 88 punti, calcolata sulla base di 19 recensioni e in virtù della quale sullo stesso sito è diventato il 15º album più acclamato del 2020.
Scrivendo per il New Musical Express, Rhian Daly l'ha definito «una brillante e audace collezione di splendore pop». Chris Taylor di Line of Best Fit ha elogiato la direzione artistica scelta da Dua Lipa per l'album, così come Chris Willman di Variety, mentre Brittany Spanos per Rolling Stone ha commentato che «Future Nostalgia è un tentativo incredibilmente divertente, coeso e ambizioso di trovare un posto nelle discoteche del 2020».
Nick Malone di PopMatters ha affermato che «Future Nostalgia è un'energica e consistente offerta di musica pop quasi impeccabile», ma ha criticato Boys Will Be Boys, la traccia finale, trovandola «fuori luogo».

### Riconoscimenti
Ai LOS40 Music Awards del 2020 il disco ha trionfato come migliore album internazionale. L'anno seguente, nell'ambito dei BRIT Award ha trionfato nella categoria di album britannico dell'anno, e ai Grammy Awards dello stesso anno ha trionfato come miglior album pop vocale, oltre ad essere candidato come album dell'anno.
Riconoscimenti di fine anno
A fine anno, Future Nostalgia ha occupato alti posizionamenti in molte classifiche relative ai migliori album del 2020. Il segmento danese del periodo Gaffa e le riviste statunitense People e la britannica GQ lo hanno tutti eletto miglior album dell'anno. Le autorevoli The Guardian e Billboard hanno collocato l'album al secondo posto, rispettivamente dietro Fetch the Bolt Cutters di Fiona Apple e Folklore di Taylor Swift. L'emittente televisiva britannica BBC e la casa di produzione statunitense ShondaLand inseriscono Future Nostalgia nelle loro liste relativamente al meglio del 2020.

## Tracce
1. Future Nostalgia – 3:04 (Dua Lipa, Sarah Hudson, Ferras Alqaisi, Clarence Coffee Jr., Jeff Bhasker)
2. Don't Start Now – 3:03 (Dua Lipa, Emily Warren, Caroline Furoyen, Ian Kirkpatrick)
3. Cool – 3:29 (Dua Lipa, Tove Lo, Camille Purcell, Thomas Barnes, Peter Kelleher, Benjamin Kohn, Shakka Philip)
4. Physical – 3:13 (Dua Lipa, Sarah Hudson, Clarence Coffee Jr., Jason Evigan)
5. Levitating – 3:23 (Dua Lipa, Sarah Hudson, Clarence Coffee Jr., Stephen Kozmeniuk)
6. Pretty Please – 3:14 (Dua Lipa, Julia Michaels, Caroline Furoyen, Ian Kirkpatrick)
7. Hallucinate – 3:28 (Dua Lipa, Sophie Cooke, Samuel George Lewis, Stuart Price)
8. Love Again – 4:18 (Dua Lipa, Chelcee Grimes, Clarence Coffee Jr., Stephen Kozmeniuk, Bing Crosby, Max Wartell, Irving Wallman)
9. Break My Heart – 3:41 (Dua Lipa, Alexandra Tamposi, Andrew Wortman, Stefan Johnson, Jordan Johnson, Blair Gormal, Michael Hutchence, Andrew Farriss)
10. Good in Bed – 3:38 (Dua Lipa, Melanie Fontana, Taylor Upsahl, Michel Schulz, David Biral, Denzel Baptiste)
11. Boys Will Be Boys – 2:46 (Dua Lipa, Kennedi Lykken, Justin Tranter, Jason Evigan)

Tracce bonus nell'edizione giapponese
1. Don't Start Now (Live in LA Remix) – 5:40 (Dua Lipa, Emily Warren, Caroline Furoyen, Ian Kirkpatrick)
2. Don't Start Now (Purple Disco Machine Remix) – 3:36 (Dua Lipa, Emily Warren, Caroline Furoyen, Ian Kirkpatrick)
3. Physical (Leo Zero Disco Remix) – 4:18 (Dua Lipa, Sarah Hudson, Clarence Coffee Jr., Jason Evigan)

Tracce bonus nell'edizione digitale e nell'edizione fisica francese
1. Levitating (feat. DaBaby) – 3:23 (Dua Lipa, Jonathan Kirk, Sarah Hudson, Clarence Coffee Jr., Stephen Kozmeniuk)
2. Fever (x Angèle) – 2:37 (Dua Lipa, Angèle, Ian Kirkpatrick, Julia Michaels, Caroline Ailin, Jacob Kasher Hindlin)

Tracce bonus nell'edizione fisica internazionale
1. Levitating (feat. DaBaby) – 3:23 (Dua Lipa, Jonathan Kirk, Sarah Hudson, Clarence Coffee Jr., Stephen Kozmeniuk)

Tracce bonus nell'edizione vinile francese
1. Fever (x Angèle) – 2:37 (Dua Lipa, Angèle, Ian Kirkpatrick, Julia Michaels, Caroline Ailin, Jacob Kasher Hindlin)

### Future Nostalgia: The Moonlight Edition[99]
Tracce bonus
1. Fever (x Angèle) – 2:37 (Dua Lipa, Angèle, Ian Kirkpatrick, Julia Michaels, Caroline Ailin, Jacob Kasher Hindlin)
2. We're Good – 2:46 (Dua Lipa, Sylvester Willy Sivertsen, Emily Warren, Scott Harris)
3. Prisoner (Miley Cyrus feat. Dua Lipa) – 2:49 (Dua Lipa, Miley Cyrus, Andrew Wotman, Jordan K. Johnson, Marcus Lomax, Stefan Johnson, Ali Tamposi, Jonathan Bellion, Michael Pollack)
4. If It Ain't Me – 3:15 (Dua Lipa, Taylor Parks, Junior Oliver Frid, Uzoechi Emenike)
5. That Kind of Woman – 3:20 (Dua Lipa, Justin Parker, Sam Dew, Clarence Coffee Jr.)
6. Not My Problem (feat. J.I.D) – 2:23 (Dua Lipa, Clarence Coffee Jr., Sarah Hudson, Stephen Kozmeniuk, Destin Choice Route)
7. Levitating (feat. DaBaby) – 3:23 (Dua Lipa, Jonathan Kirk, Sarah Hudson, Clarence Coffee Jr., Stephen Kozmeniuk)
8. Un día (One Day) (feat. Tainy) (con J Balvin e Bad Bunny) – 3:51 (Dua Lipa, José Álvaro Osorio Balvin, Benito Antonio Martinez Ocasio, Daystar Peterson, Marcos Masis, Alejandro Borrero, Ivanni Rodríguez, Clarence Coffee Jr.)

Note

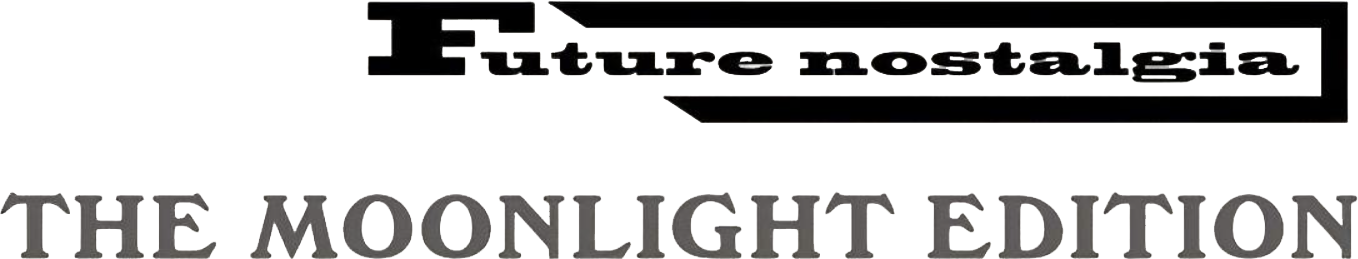
Logo della Moonlight Edition

- Love Again contiene elementi tratti da My Woman di Al Bowlly.
- Break My Heart contiene interpolazioni tratte da Need You Tonight degli INXS.

## Formazione
Musicisti
- Dua Lipa – voce
- Kamille – cori (traccia 1)
- Jeff Bhasker – tastiera, sintetizzatore e programmazione della batteria (traccia 1)
- Homer Steinweiss – batteria (traccia 1)
- Jerry Singh – programmazione aggiuntiva (traccia 1)
- Drew Jurecka – basso, violino e arrangiamento delle corde (tracce 2, 8 e 11), viola (tracce 2 e 8)
- Ian Kirkpatrick – programmazione (traccia 2), cori, chitarra e programmazione della batteria (traccia 6)
- Shakka – cori (traccia 3)
- Stuart Price – basso e chitarra (traccia 3), programmazione della batteria (tracce 3, 5 e 7), tastiera (tracce 3, 7 e 8)
- Ben Kohn – chitarra (traccia 3)
- Pete Kelleher – sintetizzatore (traccia 3)
- Lorna Blackwood – programmazione (tracce 3-5, 8 e 11)
- Clarence Coffee Jr. – cori (tracce 4 e 5 e 8)
- Sarah Hudson – cori (tracce 4 e 5)
- Todd Clark – cori (tracce 4, 5 e 11)
- Jason Evigan – batteria (traccia 4), tastiera (traccia 5), sintetizzatore (tracce 4 e 5)
- Koz – batteria e sintetizzatore (tracce 4, 5, 8 e 11), chitarra (tracce 5 e 8), basso (tracce 8 e 11)
- Paul Phamous – cori (traccia 5)
- Tom Barnes – basso e batteria (traccia 5), basso elettrico (traccia 8)
- Russell Graham – tastiera (traccia 5)
- Bosko Elecrospit Kante – talk box (traccia 5)
- Julia Michaels – cori (traccia 6)
- Sophie Frances Cooke – cori (traccia 7)
- SG Lewis – chitarra, tastiera e programmazione del sintetizzatore (traccia 7)
- Alma Goodman – cori (traccia 8)
- Vanessa Luciano – cori (traccia 8)
- Ash Soan – tom-tom (traccia 8)
- Andrew Watt – cori, chitarra, tamburello e programmazione (traccia 9)
- Chad Smith – batteria (traccia 9)
- The Monsters & Strangerz – programmazione (traccia 9)
- Melanie Fontana – cori (traccia 10)
- Taylor Upsahl – cori (traccia 10)
- Denzel Baptiste – basso e tastiera (traccia 10)
- David Biral – tastiera (traccia 10)
- Michel Lindgren – tastiera e programmazione della batteria (traccia 10)
- Take a Daytrip – programmazione (traccia 10)
- Denzel Baptiste – programmazione e programmazione della batteria (traccia 10)
- David Biral – programmazione e programmazione della batteria (traccia 10)
- Stagecoach Epsom Performing Arts Choir – cori (traccia 11)
- Dan Bingham – pianoforte (traccia 11)

Produzione
- Jeff Bhasker – produzione (traccia 1)
- Ian Kirkpatrick – produzione (tracce 2 e 6), produzione vocale (traccia 2), ingegneria del suono (traccia 6)
- TMS – produzione e produzione vocale (traccia 3)
- Stuart Price – produzione (tracce 3 e 7), produzione aggiuntiva (traccia 8), produzione vocale (tracce 3 e 5), missaggio (traccia 7)
- Jason Evigan – produzione, produzione vocale e ingegneria del suono (traccia 4)
- Koz – produzione (tracce 4, 5, 8 e 11), produzione vocale (traccia 5)
- SG Lewis – produzione (traccia 7)
- Andrew Watt – produzione (traccia 9)
- The Monsters & Strangerz – produzione (traccia 9)
- Lindgren – produzione, produzione vocale e ingegneria del suono (traccia 10)
- Take a Daytrip – produzione (traccia 10)
- Skylar Mones – produzione aggiuntiva (traccia 1)
- Juan Ariza – produzione aggiuntiva (traccia 6)
- Rupert Christie – produzione aggiuntiva e assistenza aggiuntiva alla registrazione vocale (traccia 11)
- Caroline Ailin – produzione vocale (traccia 2)
- Lorna Blackwood – produzione vocale (tracce 3, 4, 8 e 11), assistenza aggiuntiva alla registrazione vocale (traccia 5)
- Gian Stone – produzione vocale e ingegneria del suono (traccia 4)
- Lauren D'Elia – produzione vocale (traccia 7)
- Chris Gehringer – mastering (tracce 1-8, 10 e 11)
- Dave Kutch – mastering (traccia 9)
- Will Quinnell – assistenza al mastering (tracce 1, 2 e 4)
- DJ Swivel – missaggio (traccia 10)
- Matty Green – missaggio (tracce 4 e 8)
- Josh Gudwin – missaggio (tracce 1, 2, 5 e 6)
- Jay Reynolds – missaggio (traccia 11)
- Mark "Spike" Stent – missaggio (tracce 3 e 9)
- Elijah Marrett-Hitch – assistenza al missaggio (tracce 1, 2, 5 e 6)
- Michael Freeman – assistenza al missaggio (tracce 3 e 9)
- Matt Wolach – assistenza al missaggio (tracce 3 e 9)
- Dave Cerminera – ingegneria del suono (traccia 1)
- Daniel Moyler – ingegneria del suono (tracce 3 e 4)
- Paul Lamalfa – ingegneria del suono (traccia 9)
- Matt Snell – assistenza all'ingegneria del suono (traccia 4), ingegneria del suono (tracce 5 e 8)
- Phil Hotz – ingegneria del suono aggiuntiva (traccia 5)
- Isabel Gracefield – ingegneria del suono aggiuntiva (traccia 11)
- Cameron Gower Poole – tecnico vocale (tracce 3-5, 8 e 11)
- Drew Jurecka – registrazione delle corde (tracce 2, 8 e 11)

## Successo commerciale
Secondo l'International Federation of the Phonographic Industry Future Nostalgia è risultato il 10º album più venduto a livello globale nel corso del 2020, posizionamento che ha migliorato l'anno successivo, dopo essersi collocato al 6º posto.

### Nord America
L'LP ha debuttato al 4º posto nella Billboard 200 statunitense vendendo nella sua prima settimana 66 000 unità, di cui 18 000 sono vendite digitali, 44 000 sono stream-equivalent units, e 3 000 sono track-equivalent units equivalenti a circa 30 000 vendite digitali dei singoli brani. La settimana seguente è sceso all'8ª posizione con 38 000 unità, registrando un decremento di vendite del 43%. Nella terza settimana ha visto un calo di vendite del 20%, scendendo alla 10ª posizione con 30 000 unità vendute, ma diventando il primo album del Warner Music Group a trascorrere le sue prime tre settimane tra i primi dieci posti della classifica da Stages di Josh Groban del 2015. In seguito alla vittoria ai Grammy Award come miglior album pop vocale, nella sua cinquantesima settimana, datata al 27 marzo 2021, l'album è risalito fino alla 3ª posizione con 37 000 unità. In Canada ha fatto il suo ingresso al 2º posto, superato dalla seconda settimana di After Hours di The Weeknd ma divenendo la posizione più alta raggiunta dalla cantante nella classifica canadese.

### Europa
L'album ha esordito alla 2ª posizione della Official Albums Chart, rimanendo bloccato per 551 copie da Calm dei 5 Seconds of Summer. Nella sua prima settimana ha totalizzato 34 390 unità di vendita. Nonostante un calo di vendite del 53,2%, l'album è riuscito a salire alla vetta della classifica britannica dopo aver venduto 16 080 unità nel corso della sua seconda settimana di pubblicazione, diventando il primo album numero uno della cantante nella Official Albums Chart. Ha in seguito completato una seconda settimana consecutiva in prima posizione, superando il secondo album più venduto di 3 500 unità. Dopo una settimana, è ritornato in prima posizione grazie a 10 532 unità di vendita, diventando il primo album di un'artista femminile britannica a trascorrere almeno tre settimane in cima da 25 di Adele. La settimana successiva è stato spodestato da Dark Lane Demo Tapes di Drake e ha aggiunto altre 8 168 unità al suo totale, per poi tornare in vetta grazie a 7 317 unità distribuite, diventando il primo album femminile a trascorrerci più di tre settimane da Glory Days delle Little Mix e rompendo il record di vendite più basse per un album in prima posizione nel ventunesimo secolo. In Irlanda ha debuttato direttamente in cima alla classifica, dominando nei settori dello streaming e digitali. È diventato il primo della cantante a conseguire questo traguardo nonché il miglior debutto per un album di un'artista femminile nel 2020. È rimasto in vetta per tre settimane consecutive, diventando il primo album femminile a riuscirci da When We All Fall Asleep, Where Do We Go? di Billie Eilish. Nella sua quarta settimana è sceso di una posizione, pur mantenendo il primato tra le riproduzioni streaming.

### Asia e Oceania
Nella classifica giapponese delle vendite fisiche e digitali Future Nostalgia ha esordito al 24º posto con 1 637 esemplari. In Australia, dopo aver trascorso le sue prime due settimane in seconda posizione, ha raggiunto la vetta della classifica. È divenuto anche qui il primo album numero uno di Lipa. Durante la sua cinquantunesima settimana di permanenza in classifica, datata al 22 marzo 2021, l'album è tornato in cima alla graduatoria per una seconda settimana.

## Classifiche

### Classifiche settimanali
| Classifica (2020-21) | Posizione massima |
| -------------------- | ----------------- |
| Argentina            | 3                 |
| Australia            | 1                 |
| Austria              | 2                 |
| Belgio (Fiandre)     | 2                 |
| Belgio (Vallonia)    | 5                 |
| Canada               | 2                 |
| Corea del Sud        | 29                |
| Croazia              | 1                 |
| Danimarca            | 4                 |
| Estonia              | 1                 |
| Finlandia            | 1                 |
| Francia              | 5                 |
| Germania             | 4                 |
| Grecia               | 6                 |
| Irlanda              | 1                 |
| Islanda              | 5                 |
| Italia               | 3                 |
| Lettonia             | 1                 |
| Lituania             | 1                 |
| Norvegia             | 2                 |
| Nuova Zelanda        | 1                 |
| Paesi Bassi          | 1                 |
| Polonia              | 4                 |
| Portogallo           | 1                 |
| Regno Unito          | 1                 |
| Repubblica Ceca      | 1                 |
| Slovacchia           | 2                 |
| Spagna               | 1                 |
| Stati Uniti          | 3                 |
| Svezia               | 4                 |
| Svizzera             | 4                 |
| Ungheria             | 1                 |

### Classifiche di fine anno
| Classifica (2020) | Posizione |
| ----------------- | --------- |
| Australia         | 6         |
| Austria           | 38        |
| Belgio (Fiandre)  | 19        |
| Belgio (Vallonia) | 39        |
| Canada            | 27        |
| Croazia           | 1         |
| Danimarca         | 40        |
| Finlandia         | 5         |
| Francia           | 34        |
| Germania          | 84        |
| Irlanda           | 5         |
| Islanda           | 73        |
| Italia            | 33        |
| Norvegia          | 10        |
| Nuova Zelanda     | 17        |
| Paesi Bassi       | 3         |
| Polonia           | 91        |
| Portogallo        | 94        |
| Regno Unito       | 3         |
| Slovacchia        | 5         |
| Spagna            | 17        |
| Stati Uniti       | 62        |
| Svezia            | 21        |
| Svizzera          | 63        |
| Ungheria          | 17        |
| Classifica (2021) | Posizione |
| Australia         | 4         |
| Austria           | 12        |
| Belgio (Fiandre)  | 11        |
| Belgio (Vallonia) | 25        |
| Canada            | 5         |
| Danimarca         | 9         |
| Finlandia         | 8         |
| Francia           | 12        |
| Germania          | 51        |
| Irlanda           | 4         |
| Islanda           | 25        |
| Italia            | 24        |
| Norvegia          | 6         |
| Nuova Zelanda     | 7         |
| Paesi Bassi       | 5         |
| Portogallo        | 34        |
| Regno Unito       | 6         |
| Repubblica Ceca   | 9         |
| Slovacchia        | 2         |
| Spagna            | 3         |
| Stati Uniti       | 9         |
| Svezia            | 25        |
| Svizzera          | 25        |
| Ungheria          | 29        |
| Classifica (2022) | Posizione |
| Australia         | 8         |
| Austria           | 21        |
| Belgio (Fiandre)  | 24        |
| Belgio (Vallonia) | 38        |
| Danimarca         | 35        |
| Francia           | 33        |
| Germania          | 56        |
| Italia            | 55        |
| Lituania          | 4         |
| Norvegia          | 18        |
| Nuova Zelanda     | 11        |
| Paesi Bassi       | 13        |
| Regno Unito       | 32        |
| Slovacchia        | 6         |
| Spagna            | 17        |
| Svizzera          | 38        |
| Classifica (2023) | Posizione |
| Ungheria          | 46        |
| Classifica (2024) | Posizione |
| Portogallo        | 55        |
| Ungheria          | 51        |